# Шалтерски табак
Шалтерски табак је назив за одшампане поштанске марке на једном листу. То је табак који се пушта у продају преко поштанских шалтера и обично садржи 50 до 100 марака. Број марака у шалтерском табаку може бити и већи и мањи што зависи од одлуке потанске управе. Шалтерски табак се назива и табак. 
По величини се шалтерски табак дели у две групе:
- Мали табак (до 20 марака у табаку)
- Велики табак (20 и више марака)

Марке у табаку се нумеришу почевши одозго и у правцу слева надесно, тако да се марка означава са два броја нпр. 4,8, што значи де се марка налази у четвром реду и да је осма слева. Означавање је битно, јер услед штампарске грешке, или грешке у припреми подлоге за штампање, долази до малих, готово неприметних разлика. Те марке за филателисте имају већу вредност, некада и десетоструку. 
Шалтерски табак код којег број марака не прелази 20 примерака, а нарочито када је на ивицама табака одштампан какав пригодни текст или симбол, интресантан је за скупљаче као „табачић“ и може представљати посебну филателистичку вредност.
Табаци се углавном продају без жига, док постоје табаци са утиснутим жигом, који поште обично издавају након истека важности поједине марке. Многе приватне агенције утискују жигове на марке афричких или азијских држава и те марке самим тим губе вредност. Табаке са утиснутим жигом издавала је својевремено Демократска Република Немачка, Совјетски Савез итд.
У неким се табацима у средини налази вињета, украсно поље које нема номиналну вредност, али марки која се налази са њене лиеве, десне, горње или доње стране повећава вредност.